# Jane Bissell Grabhorn
Jane Bissell Grabhorn (1911–1973) foi uma artista, tipógrafa, encadernadora e impressora americana.

## Primeiros anos
Martha Jane Bissell nasceu em 29 de junho de 1911, em São Francisco. Estudou na França, onde aprendeu encadernação, ela voltou para a Califórnia ainda adolescente e se tornou aluna de Belle McMurtry Young, uma proeminente encadernadora. Em 1932 ela se casou com Robert Grabhorn.

## Carreira
A partir de 1934, Grabhorn aprendeu sobre tipografia e impressão trabalhando na Grabhorn Press, que pertencia e era operada por seu marido e seu irmão Edwin. Em 1937, Grabhorn estabeleceu sua própria marca, a Jumbo Press, que ela usou como veículo para experimentação e expressão artística. Batizada com o nome de uma prensa de brinquedos, a maioria dos produtos da Jumbo Press eram peças efêmeras e exibiam a sagacidade de Grabhorn e o interesse pela sátira feminista despreocupada. Seu trabalho mais conhecido para a Jumbo Press foi o tratado A Typografic Discourse for the Distaff Side of Printing, a Book by Ladies (1937), que foi incluído na compilação Bookmaking on the Distaff Side, uma coletânea feminista de Grabhorn, Edna Beilenson, Bruce Rogers e outras. Grabhorn também escreveu, ilustrou e publicou através do Jumbo Press A Guide & Handbook for Amateurs of Printing (1937) .
Grabhorn fundou a Colt Press (1938–1942) em São Francisco com William M. Roth e Jane Swinerton. As publicações se concentravm principalmente em assuntos relacionados à Califórnia. Publicações notáveis incluem o primeiro, Lola Montez: The Mid-Victorian Bad Girl in California, de Oscar Lewis (1938); Kamehameha, King of the Hawaiian Islands, de Marie Louise Burke (1939), que foi escolhido como um dos cinquenta "Livros do Ano" pelo Instituto Americano de Artes Gráficas ; e McTeague: A Story of San Francisco, de Frank Norris (1941). Grabhorn definiu a tipografia para a editora e trabalhou sem remuneração durante a maior parte desse período. Embora ela tenha tentado continuar operando a Colt Press sozinha depois que Roth saiu para ingressar no Office of War Information em 1942, a editora foi forçada a fechar. Grabhorn então voltou a trabalhar para a Grabhorn Press, onde conseguiu produzir 15 títulos adicionais sob o selo Colt Press. Na Grabhorn Press, ela supervisionou a encadernação até fechar em 1965. Ela continuou a criar tipos, sua vocação preferida, pelo resto de sua vida. Ela também continuou a produzir publicações da Jumbo Press ao longo de sua vida, muitas das quais são compiladas em The Compleat Jane Grabhorn: A Hodge-Podge of Typographic Ephemera, que ela produziu com seu marido e Andrew Hoyem na Grabhorn-Hoyem Press em 1968.
Jane Grabhorn morreu em 1º de outubro de 1973, em São Francisco.